# Italská fronta (první světová válka)
Italská fronta byla jedna z hlavních frontových linií první světové války. Na této frontě byla vybojována série bitev mezi armádami Rakouska-Uherska a Itálie. Na straně Rakouska-Uherska bojovaly i německé jednotky, a naopak na italské straně se bojů zúčastnili vojáci z Francie, Velké Británie, Spojených států amerických a československé legie. Itálie doufala, že vstupem do války na straně Dohody proti Centrálním mocnostem získá předalpské Tyrolsko (dnešní italské provincie Trentino a Jižní Tyrolsko), Rakouské přímoří a severní Dalmácii. Ačkoliv Itálie doufala, že začne válku překvapivým útokem, který povede k rychlému postupu a dobytí několika rakouských měst, postup se brzy zastavil v poziční válce ne nepodobné té, která probíhala na západní frontě ve Francii.

## Příčiny vzniku fronty
Ačkoliv byla Itálie členem Trojspolku společně s Rakouskem-Uherskem a Německým císařstvím, nevyhlásila v srpnu 1914 válku s argumentem, že Trojspolek je obrannou aliancí a tudíž není vázána připojit se k agresivní válce Rakouska-Uherska proti Srbsku. Italské království mělo dlouhotrvající spory s Rakouskem-Uherskem již od Vídeňského kongresu v roce 1815 po napoleonských válkách, který připojil některé regiony apeninského poloostrova k Rakouskému císařství. Navíc bylo v 80. letech 19. století založeno radikální politické hnutí nazvané Italia irredenta (Nevykoupená Itálie), které začalo nárokovat připojení rakousko-uherských teritorií obývaných Italy, a to zvláště rakouského přímoří a Tyrolska, k Italskému království. V druhé dekádě 20. století už tyto expanzionistické myšlenky přijala za své většina italských politických vůdců. Osvobození a připojení těchto rakouských území (ačkoliv nebyly obývány jen Italy, ale i Němci, jižními Slovany atd.) se stalo hlavním italským válečným cílem, podobně jako Alsasko-Lotrinsko pro Francii na západní frontě.
V raných fázích 1. světové války se spojenečtí diplomaté pokoušeli získat Itálii na stranu Spojenců, což vyvrcholilo Londýnskou dohodou z 26. dubna 1915, která zavazovala Itálii do měsíce vstoupit do války proti Centrálním mocnostem výměnou za územní zisky. Řím nejdřív 3. května 1915 vypověděl trojspolkovou smlouvu a 23. května 1915 pak Itálie vyhlásila válku Rakousku-Uhersku. Druhému bývalému spojenci – Německu – vyhlásila Itálie válku až o více než rok později, koncem srpna 1916
Itálie plánovala bleskovou a krátkou válku, která rychle vyřadí Rakousko-Uhersko z boje. Její pozice však nebyla vůbec výhodná. Většinu hranic s Rakouskem tvořily jen velice špatně průstupné a výborně hájitelné Alpy, přičemž Rakušané od počátku války drželi strategické průsmyky a pozice. Relativně nejprůstupněji se tedy pro útok jevila hranice mezi Alpami a Jaderským mořem na řece Isonzo (slovinsky Soča). Zde se měly také odehrát ty největší boje. Přesto i útok Italů přes řeku Soča nebyl zcela bez rizika. Hrozilo, že Rakušané sestoupí z Alp a ohrozí tak italské levé křídlo a týl. Proto Itálie nemohla podcenit ani boj v Alpách.

## Průběh bojů v letech 1915–1916

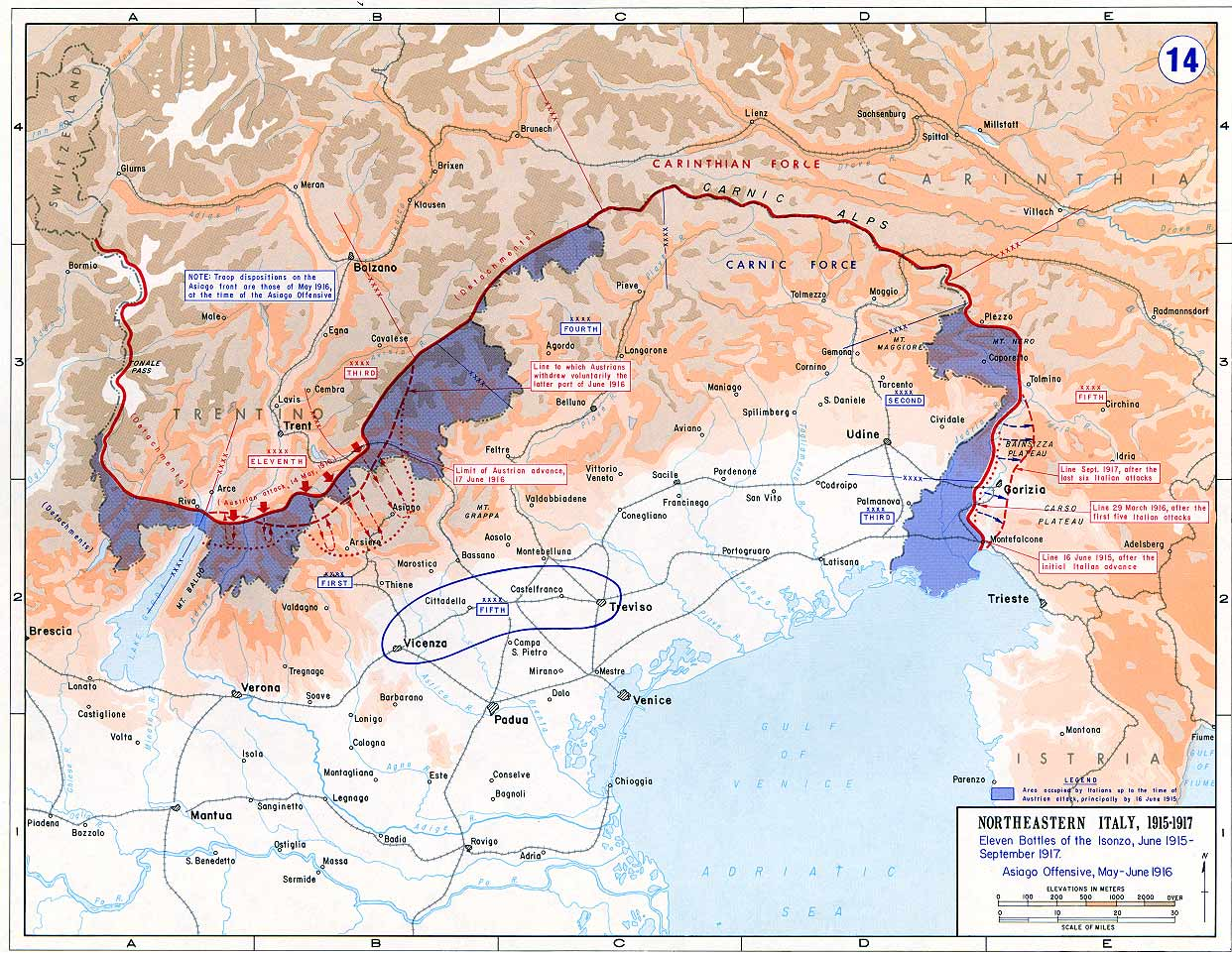
Italská fronta 1915–1917: jedenáct bitev na řece Soči (Isonzo) a jihotyrolská ofenzíva. Modře jsou vyznačeny počáteční italské územní zisky

### První bitvy na řece Soči
Italové zahájili válku ofenzívou s cílem dobýt město Gorica (Gorizia) na řece Soči (Isonzo), vrchovinu na plošině Kras a západní část Julijské krajiny (západní část dnešního Slovinska). Tyto zisky by jim umožnily zabezpečit další postup směrem na města Terst (Trieste), Rijeka (Fiume), Kranj a Lublaň. Ačkoliv terén na řece Soči byl pro útok příznivější než na severu v Alpách, i zde přál spíše obráncům, kteří obvykle drželi vyvýšené pozice. Stejně jako všechny tehdejší armády, používala i italská armáda k přepravě válečného materiálu v terénu koně. Proto byla přeprava zásob v horských podmínkách Alp velmi obtížná a pomalá.
Na počátku ofenzívy převyšovali Italové Rakušany počtem mužů 2:1. Přesto se jim nepodařilo překonat silnou obrannou linii podél Julských Alp a severozápadní vrchoviny v regionu Goriška. Rakouské obranné pozice byly obvykle položeny výše, takže Italové k nim někdy museli doslova šplhat.
Italové zpočátku podcenili úlohu dělostřelectva ve válce (dělostřelectvo bylo v masivním měřítku nasazeno teprve až ve třetí bitvě na Soči). O necelé dva týdny později se Italové pokusili o další průlom, tentokrát s větší podporou dělostřelectva - byli ale opět odraženi, a to jen po nepatrných územních ziscích. Třetí bitva probíhala v říjnu a listopadu 1915. Bylo použito 1 200 těžkých děl a Italové nezískali žádná nová území.

### Rakouská ofenzíva v Jižním Tyrolsku
Po katastrofálních italských ofenzívách v roce 1915 začali Rakušané plánovat protiofenzívu nazvanou Strafexpedition (Trestná výprava) v Tridentsku. Ofenzíva je rovněž známá pod italským názvem Battaglia degli Altipiani, německým názvem Frühjahrsoffensive nebo anglickým názvem Battle of Asiago. Cílem bylo překonat náhorní plošinu Altopiano di Asiago a proniknout do nížiny řeky Pád. Tak by se podařilo odříznout 2., 3. a 4. italskou armádu na severovýchodě země. Ofenzíva začala 15. května 1916, kdy 18 rakouských divizí zaútočilo na italskou obranu. Rakušané převyšovali Italy počtem 4:1. Ačkoliv byli Italové varováni českým dezertérem o přípravách, mysleli si, že půjde jen o klamanou ofenzívu. Pozice 1. italské armády, která stála proti Rakušanům, nebyla ve vhodných obranných postaveních.
Následky byla katastrofální. Nepřipravené italské pozice se téměř okamžitě zhroutily a Rakušané postupovali na 70 km dlouhé frontě. Do konce května postoupili až 10 km za město Asiago o které byly sváděny těžké boje. Jejich postup však brzdil neschůdný terén a dlouhé zásobovací trasy. To dalo Italům čas požádat Rusko o zahájení ofenzívy proti rakouským pozicím, což donutilo Rakušany stáhnout část sil na ruskou frontu. Zároveň Italové opustili myšlenku na pokračování 5. bitvy na Soči a připravené zálohy přesunuli do tohoto ohroženého sektoru. V červnu se fronta stabilizovala a Rakušané se stáhli zpět, přičemž se zastavili asi 5 km od původních pozic. Získali tedy pruh území široký asi 5 km za cenu statisícových ztrát na obou stranách.

### Další bitvy na Soči

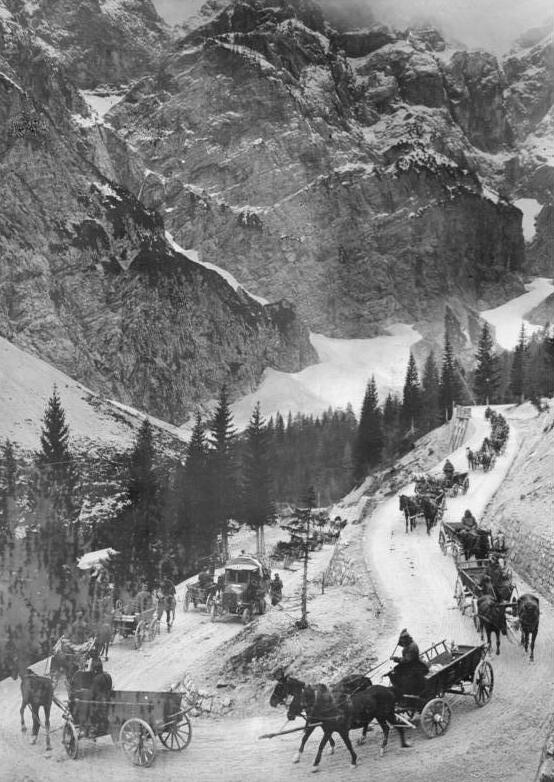
Rakousko-Uherská zásobovací linie přes průsmyk Vrčič. Říjen 1917

V druhé polovině roku 1916, proběhly další čtyři bitvy na řece Soči. Šestá bitva na Soči byla zahájena Italy v srpnu. Byla poněkud úspěšnější než předešlé, protože v té době Rakušané čelili i Brusilově ofenzívě na východní frontě. Získané území nemělo velkou strategickou hodnotu, ale dobyto bylo konečně město Gorica, což podpořilo italskou morálku. Sedmá, osmá a devátá bitva na Soči (14. září – 4. listopadu 1916) přinesla jen malé změny na frontě za cenu obrovských ztrát již tak vyčerpaných armád na obou stranách fronty.
Ofenzívy na italské frontě byly velmi časté. Mezi květnem 1915 a srpnem 1917 probíhala zhruba jednou za tři měsíce nová ofenzíva italských vojsk, což bylo podstatně častěji než u armád bojujících na západní frontě ve Francii a Belgii. Italská disciplína byla také drsnější, s tvrdými tresty za přestupky, které nebyly k vidění v německé, francouzské ani britské armádě.
Dělostřelecké granáty způsobovaly v místním skalnatém terénu až o 70 % větší ztráty než v blátivém měkkém terénu Belgie a Francie. Během podzimu 1917 italská armáda utrpěla největší ztráty na lidských životech během války, přesto se konec války zdál být v nedohlednu. Rakušané, i když měli jako obránci poněkud nižší ztráty než útočící Italové, však již začínali přemýšlet jinak. Rakouské velení stále více naléhalo na německé spojence, aby jim byla poskytnuta pomoc. 25. srpna 1917 napsal rakouský císař Karel I. Německému císaři Vilému II.: "Zkušenosti, které jsme získali v jedenácté bitvě, mě vedou k přesvědčení, že zaplatíme ještě větší cenu v bitvě dvanácté. Moji velitelé a odvážní vojáci jsou přesvědčeni, že i v takové nepříznivé situaci se dá provést ofenzíva. Nemáme však potřebné prostředky, co se týče jednotek."
13. prosinec 1916 se někdy označuje jako „Bílý pátek“ (v rozporu s tím, že ten den byla středa). Guinnessova kniha rekordů uvádí, že toho dne se odehrála tragédie, kdy zahynulo nejvíce osob pádem jedné laviny. Lavina, která toho dne spadla z vrocholu Gran Poz (2 242 m n. m.) na italské frontě, zničila tábor 1. praporu 3. cisařského střeleckého pluku a bosenské podpůrné roty. Tradičně se uvádělo, že na obou stranách válečného konfliktu zahynulo během této události 10 000 lidí. Novější výzkumy z roku 2016 dokladují, že počet zahynuvších rakousko–uherských vojáků byl výrazně nižší – mezi 270 a 330.

## 1917: Němci přicházejí

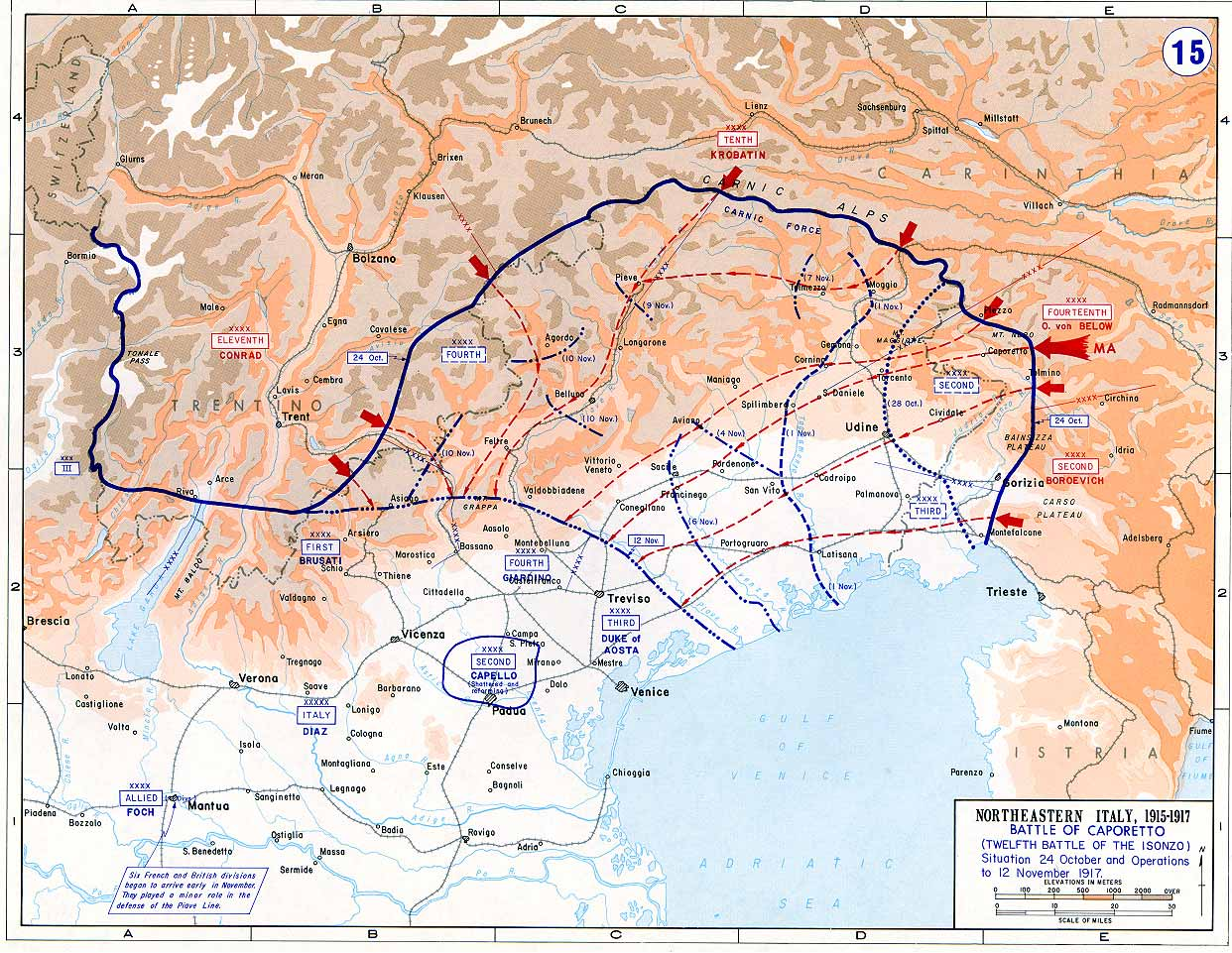
Bitva u Caporetta a italský ústup na řeku Piavu

Po nepatrných ziscích v desáté bitvě na Soči, italské velení nařídilo současný útok na dvě místa rakouských linií na severu a na východě Gorice. Rakušané celkem snadno zastavili italský postup na východ, ale v druhém směru útoku pod velením Luigi Capella se podařilo prolomit rakouské obranné linie a dobýt náhorní plošinu Banjšice. Charakteristické bylo, tak jako skoro na všech bojištích v této válce, že když se Italové ocitli na pokraji vítězství, nebyli schopni si je zajistit, protože jejich zásobovací linie nedokázaly držet krok s frontovými jednotkami. Pro nedostatek zásob se museli nakonec zastavit a ustoupit.
Německo konečně pochopilo, že jejich spojenec je na pokraji zhroucení a začalo chystat posily na italskou frontu. Rakušané tedy po jedenácté bitvě na Soči obdrželi zoufale potřebné posily ze strany Německa, které mohly být uvolněny na východní frontě poté, co v červenci 1917 selhala Kerenského ofenzíva – poslední ruská ofenzíva v této válce. Němci na této rakouské frontě zavedli novou taktiku, která spočívala v infiltraci nepřátelských linií malými lehce ozbrojenými skupinkami vojáků, kteří obcházeli opěrné body nepřítele, přerušili jejich spojení, zásobování a přísun posil. Na tyto oslabené opěrné body pak útočily jednotky druhého sledu vybavené těžšími zbraněmi. Němci začali Rakušanům pomáhat v přípravě ofenzívy. Mezitím, klesající morálka a stále častější vzpoury rozkládaly italskou armádu zevnitř. Vojáci žili ve špatných podmínkách a viděli, že ačkoliv probíhá jeden útok za druhým, tak zisky z těchto útoků jsou od počátku bojů jen minimální nebo vůbec žádné.
Italské velení mělo o připravované rakousko-německé ofenzívě dostatek informací z leteckého průzkumu, ale i od českých a dalších zběhů. Přesto, možná pod dojmem nedávných částečných úspěchů, tyto informace ne zcela dobře využilo. 24. října 1917 ve 2:00 zahájili Rakušané a Němci Bitvu u Caporetta (dnes slovinské městečko Kobarid). Místo bylo vybráno skvěle, ačkoliv měli Italové celkově početní převahu, tento úsek fronty byl poměrně slabě bráněn a obě strany sem posílaly jednotky spíš na odpočinek. Za použití silné dělostřelecké palby a infiltrační taktiky se jim podařilo obejít silné body obrany nepřítele a zaútočit na italský týl. Nastal hromadný ústup Italů, který se zakrátko změnil v útěk. Během prvního dne se rakouským a německým vojákům podařilo postoupit o 25 km, což se prakticky rovnalo italským úspěchům během předchozích jedenácti bitev na Soči. Do 12. listopadu postoupily útočící jednotky hluboko do italského území až k řece Piavě, jen několik kilometrů od Benátek.

## 1918: Válka končí

### Bitva na řece Piavě

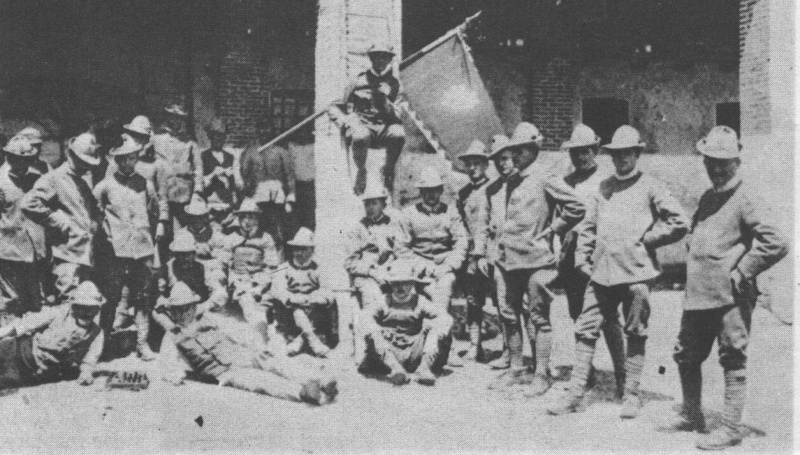
Československé legie v Itálii

Rakušané a Němci postoupili na konci roku 1917 rychle a hluboko do nepřátelského území, čímž značně přetížili své zásobovací linie. Byli nakonec nuceni se zastavit a přeskupit se. Italové byli zatlačeni na přirozenou obrannou linii, kterou tvořila řeka Piava, jen pár kilometrů od Benátek. Na severu byla linie ohraničena opevněným masívem Grappa. Italské ztráty v tomto období války činily 600 000 mužů. Kvůli těmto ztrátám vydala italská vláda takzvané vyhlášení Ragazzi del '99 (Chlapci do roku 1899), které povolalo do zbraně všechny muže starší 18 let. V listopadu 1917 začaly britské, francouzské a americké jednotky vyztužovat frontovou linii, ačkoliv ne v příliš velkém měřítku. Italům se dařilo zastavit rakousko-německou ofenzívu převážně vlastními silami. Na frontě se objevili rovněž i českoslovenští legionáři, takže i na této frontě nakonec občas bojovali Češi a Slováci v rakouských uniformách proti těm v legionářských. Mnohem větší a důležitější však byla spojenecká materiální pomoc (uhlí, ocel atd.). Tyto suroviny se Italům vždy nedostávaly. Na jaře roku 1918 Němci stáhli většinu svých jednotek na západní frontu k připravované jarní ofenzívě ve Francii. Rakušané začali uvažovat o tom, jak ukončit válku v Itálii. Rakousko-uherští generálové se nemohli shodnout jak provést závěrečnou ofenzívu. Arcivévoda Josef August Rakouský se rozhodl pro útok na dvou místech kvůli vytížení zásobovacích komunikací v horách.
Druhá fáze bitvy na řece Piavě začala rakouským diverzním útokem pod názvem „Lawine expedition“ poblíž průsmyku Tonale, který byl poměrně snadno odražen po dvoudenním boji. Rakouští dezertéři prozradili cíle rakouské ofenzívy, což vedlo k tomu, že Italové postavili celé dvě armády proti hrotům rakouského útoku. Směr útoku, který vedl maršál Svetozar Boroëvić von Bojna nejprve dosáhl určitých úspěchů, dokud Italové nezačali bombardovat jeho zásobovací linie a nepřisunuli další posily.

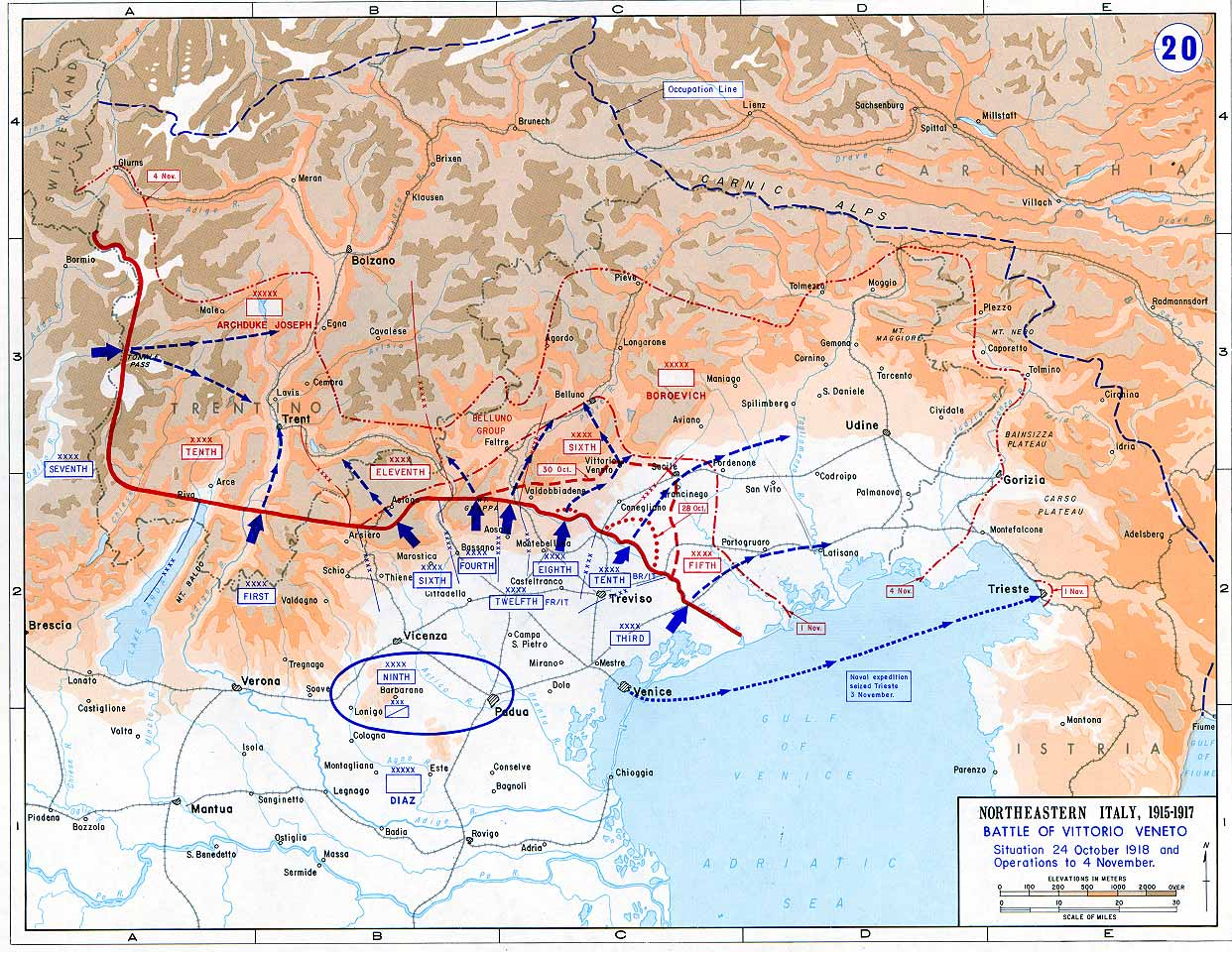
Italská fronta v roce 1918 a bitva u Vittorio Veneto.

### Rozhodující bitva u Vittorio Veneto
K velkému zklamání italských spojenců neprovedla italská armáda po zastavení rakouského útoku protiofenzívu. Italská armáda utrpěla v bitvě značné ztráty a podniknutí protiútoku tedy bylo nebezpečné. Generál Armando Diaz čekal na další posily ze západní fronty. V říjnu 1918 měl konečně dostatek vojáků k provedení ofenzívy. Útok směřoval na Vittorio Veneto přes řeku Piavu. Ačkoliv rakouští vojáci zpočátku bojovali zuřivě, nedokázali přesilu Italů zastavit. Italům se podařilo prorazit u města Sacile a do tohoto průlomu přisunuli další posily, které rozdrtily rakouské obranné linie. 3. listopadu 1918 se vzdalo 300 000 rakouských vojáků.
Bitva u Vittorio Veneto znamenala rozpad rakousko-uherské armády jako účinné bojové síly. Probíhala v době, kdy se rozpadalo i samotné Rakousko-Uhersko. Na konci října 1918 začaly jednotlivé části Rakousko-Uherské říše – Československo (28. října), Stát Slovinců, Chorvatů a Srbů (29. října) a Maďarsko (30. října) – vyhlašovat postupně nezávislost. 29. října 1918 požádaly rakouské císařské úřady Itálii o příměří. Italové však pokračovali v dalším postupu na Trento, Udine a Terst. 3. listopadu poslali Rakušané k italskému veliteli delegaci pod vlajkou příměří, aby znovu požádali o příměří a mírové podmínky. Podmínky byly konzultovány telegraficky se spojenci v Paříži a doručeny rakouské straně, kde byly přijaty. Příměří s Rakouskem bylo podepsáno ve Villa Giusti poblíž města Padova 3. listopadu a vstoupilo v platnost 4. listopadu ve 3 hodiny odpoledne. V důsledku pádu Rakousko-Uherské monarchie a rozpadu celé říše podepsalo Rakousko a Maďarsko příměří za každý stát samostatně.